# Uijeongbu
Uijeongbu (Hán Việt: Nghị Chính Phủ) là thành phố thuộc tỉnh tỉnh Gyeonggi, Hàn Quốc. Thành phố có diện tích 81,59 km², dân số là hơn 417.000 người (năm 2008). Thành phố nằm ngay phía bắc Seoul. Sư đoàn 2 Bộ binh Hoa Kỳ có trụ sở ở thành phố với quân chính đóng ở thành phố Dongducheon. Thành phố có 15 dong (phường). Có nhiều núi gần đó như núi Dobongsan, núi Surak, núi Soyo.

## Các đơn vị hành chính
Thành phố được chia thành 15 dong (phường)